# 荻窪病院
医療法人財団 荻窪病院（いりょうほうじんざいだん おぎくぼびょういん）は、東京都杉並区今川にある医療機関。医療法人財団 荻窪病院により運営される急性期病院である。東京都地域医療支援病院、東京都災害拠点病院、東京都急性大動脈スーパーネットワーク緊急大動脈重点病院。
血液凝固科では血友病やエイズ治療に実績があり、HIV感染者による体外受精相談の窓口となっている。国内最大規模の血友病患者会「むさしの会」を支援している。エイズ治療拠点病院指定医療機関。
慶應義塾大学関連病院会員、東京女子医科大学関連病院。

## 沿革
- 1933年12月 - 中島飛行機東京製作所医務室を開設
- 1946年01月 - 慶應義塾大学病院の医師らが中心となり「荻窪病院」として運営を開始する
- 1950年12月 - 医療法人財団荻窪病院が設立（医療法人としては東京都初）
- 1968年10月 - 新病院が竣功。4階建て病棟、3階建て外来診療棟、本館（外来・病棟）、4階建て看護婦寮を持つ病院となる
- 1987年10月 - 災害拠点病院指定医療機関に認定を受ける
- 1994年02月 - 現在の病院棟（本館）が竣功
- 2008年12月 - 荻窪駅南口に不妊治療を専門とする虹クリニック開設
- 2009年11月 - 東京都CCUネットワーク加盟施設となる
- 2010年11月 - 東京都大動脈スーパーネットワーク重点病院となる
- 2012年01月 - 本館北側に別館（新病棟）の建設を着工
- 2013年07月 - 別館（新病棟）が竣功。救急センター、ICU、内視鏡センター、血管撮影室、産婦人科、産科病棟が別館へ移転。
- 2015年05月 - 西荻窪駅 - 荻窪病院間無料シャトルバスの運行を開始（関東バスに運行を委託している）。
- 2016年02月 - 脳神経外科を新設
- 2016年04月 - 駐車場3箇所が全面有料化
- 2017年08月 - 東京都地域医療支援病院となる
- 2019年09月 - 本館にB1手術センターを開設

## 診療科
- 内科学系
  - 内科・消化器内科
  - 循環器科
  - 神経内科
  - 血液内科
  - 肝臓内科
  - 糖尿病内科
  - リウマチ科
  - 腎臓内科
  - 呼吸器内科
- 外科学系
  - 外科・消化器外科
  - 心臓血管外科
  - 整形外科
  - 皮膚科
  - 泌尿器科
  - 眼科
  - 脳神経外科
- 産婦人科
- 小児科
- 放射線科
- 麻酔科
- 救急科
- リハビリテーション科

## 院内部署
- 看護部
- 薬剤科
- 臨床工学科
- 中央検査科
- 画像診断科
- 栄養管理科
- メディカルアシスタント室
- 治験事務局
- 訪問看護ステーション
- TQM推進部
- 地域連携室

## 医療機関の指定等
- 保険医療機関（健康保険法）
- 救急告示病院
- 東京都指定二次救急医療機関
- 東京都災害拠点病院
- 東京都地域医療支援病院
- 労災保険指定病院
- 生活保護法に基づく指定医療機関
- 児童福祉法に基づく指定育成医療機関
- 母子保健法に基づく養育医療機関
- 障害者自立支援法に基づく更生医療を担当する病院
- 被爆者援護法に基づく被爆者一般疾病医療機関
- 臨床研修を行う病院（医師法第16条の2第1項）
- 東京都エイズ診療拠点病院
- 東京都CCUネットワーク加盟施設（急性大動脈スーパーネットワーク緊急大動脈重点病院）
- DPC対象病院

## 学会認定
- 日本整形外科学会専門医制度研修施設
- 日本産科婦人科学会専門医制度専攻医指導施設
- 日本皮膚科学会認定専門医研修施設
- 日本泌尿器科学会専門医教育施設
- 日本外科学会外科専門医制度修練施設
- 日本消化器外科学会専門医制度指定修練施設
- 日本大腸肛門病学会関連施設
- 日本循環器科学会認定循環器専門医研修施設
- 日本消化器内視鏡学会専門医指導施設
- 日本麻酔科学会麻酔科認定病院
- 三学会構成心臓血管外科専門医認定基幹施設
- 日本心血管インターベンション治療学会研修施設
- 日本手外科学会認定研修施設
- 日本内科学会認定医制度における教育関連病院
- 日本不整脈心電学会不整脈専門医研修施設
- 日本病態栄養学会認定栄養管理・ＮＳＴ実施施設
- 日本がん治療認定医機構　認定研修施設
- 胸部ステントグラフト、腹部ステントグラフト実施施設
- 日本産科婦人科内視鏡学会認定研修施設
- 日本医学放射線学会認定放射線科専門医修練機関
- 日本肝臓学会関連施設
- 日本眼科学会専門医制度研修関連施設
- 日本消化器病学会認定施設
- 日本脊椎脊髄病学会脊椎脊髄外科専門医基幹研修施設
- マンモグラフィ検診施設画像認定施設
- 浅大腿動脈ステントグラフト実施施設
- 日本IVR学会専門医修練施設
- 日本生殖医学会生殖医療専門医制度認定研修施設
- 下肢静脈瘤血管内焼灼術実施認定施設
- 心臓血管麻酔専門医認定施設
- 日本消化器外科学会専門医修練施設
- 日本乳癌学会関連施設

## 費用負担
- 初診時に紹介状がない場合、初診時選定療養費として5,400円が別途加算される。
- 入院保証金を除く入院費用のクレジットカードによる支払が可能である。

## 周辺の施設
- 中央大学杉並高等学校
- 東京都立農芸高等学校
- 宝珠山観泉寺

## 交通アクセス
- JR西荻窪駅から無料直行シャトルバスで7分。
- JR東日本中央線・東京メトロ丸ノ内線荻窪駅より西武バス14系統・15系統・18系統で7分、「総合荻窪病院前」下車。
- 西武新宿線上井草駅より西武バス13系統・15系統で7分、「総合荻窪病院前」下車。
- 西武池袋線石神井公園駅より西武バス14系統で25分、「総合荻窪病院前」下車。